# Amy Shuard
Amy Shuard (Londra, 19 luglio 1924 – 18 aprile 1975) è stata un soprano inglese.

## Biografia
Amy Shuard è stata un soprano lirico inglese specializzata in ruoli drammatici come Elettra (Strauss), Turandot e Brünnhilde.
Dopo gli studi al Trinity College of Music ha preso lezioni da Eva Turner. Nel 1948 la Worshipful Company of Musicians le ha assegnato un premio e lei ha girato il Sudafrica in qualità di rappresentante dell'organizzazione. Ella vi è ritornata nel 1949 per fare il suo debutto operistico, a Johannesburg, come Aida e nel corso di tale stagione ha anche cantato Giulietta ne Les Contes d'Hoffmann e di Venere in Tannhäuser (opera).
La Shuard ha cantato a Sadlers Wells nel periodo 1949-1953. Nel 1951 è Katerina-Katya nella prima rappresentazione nel Sadler's Wells Theatre di Londra di "Káťa Kabanová" diretta da Charles Mackerras. Successivamente intraprese ulteriori studi a Milano con Rosetta Pampanini prima di debuttare come Aida al Royal Opera House Covent Garden di Londra nel 1954 luogo in cui cantò fino al maggio 1974 in 90 rappresentazioni.  Inoltre ha cantato al Festival di Bayreuth nel 1968 come Kundry in Parsifal diretta da Pierre Boulez ed a Buenos Aires.
Al Wiener Staatsoper debutta nel 1961 come Turandot e nello stesso anno è Aida con Giuseppe Taddei, nel 1963 è Brünnhilde in Die Walküre con Wolfgang Windgassen e Santuzza in Cavalleria rusticana (opera) con Gundula Janowitz e nel 1965 Amelia in Un ballo in maschera.
Al Teatro alla Scala di Milano ha debuttato nel 1962 come Turandot con Rosanna Carteri e Renato Capecchi e nel 1968 è Brünnhilde nella prima rappresentazione di La Valchiria con Jon Vickers diretta da Georges Prêtre.
Al Teatro La Fenice di Venezia nel 1969 ha cantato in un concerto con musiche di Wagner e nel 1970 è Kundry in Parsifal.
Altri ruoli notevoli per lei sono stati Jenůfa di Leoš Janáček, Carmen (opera), Tosca (opera), Madama Butterfly, così come Santuzza in Cavalleria rusticana, Eboli in Don Carlos, Tatyana in Eugene Onegin, Magda Sorel ne Il console, Lady Macbeth, e Kostelnicka Buryjovka in Jenůfa nel 1972 e nel 1974.
Lei è stata il primo soprano inglese a cantare Brünnhilde al Covent Garden ed inoltre ha cantato Isolde in Tristan und Isolde con Kurt Moll al Grand Théâtre di Ginevra nel 1972, così come Sieglinde e Kundry.
A San Francisco ha cantato prima come Brünnhilde in Die Walküre con Vickers nell'ottobre 1963, poi nel 1966 come Elettra (Strauss), nel 1968 Turandot e infine come Brünnhilde ne Il crepuscolo degli dei nel 1969.
Amy Shuard è stata nominata Commendatore dell'Ordine dell'Impero Britannico. Morì all'età di 50 anni.
La Shuard ha fatto solo un paio di registrazioni in studio, ma ci sono molte registrazioni dal vivo delle sue esibizioni.

## Repertorio
| Ruolo                                    | Titolo                | Autore     |
| ---------------------------------------- | --------------------- | ---------- |
| Leonore                                  | Fidelio               | Beethoven  |
| Carmen                                   | Carmen                | Bizet      |
| Cassandre                                | Les Troyens           | Berlioz    |
| Tat'jana                                 | Evgenij Onegin        | Čajkovskij |
| Jenůfa Kostelnička                       | Jenůfa                | Janáček    |
| Katerina                                 | Káťa Kabanová         | Janáček    |
| Santuzza                                 | Cavalleria rusticana  | Mascagni   |
| Magda Sorel                              | The Consul            | Menotti    |
| Giulietta                                | Les contes d'Hoffmann | Offenbach  |
| Floria Tosca                             | Tosca                 | Puccini    |
| Cio-Cio-San                              | Madama Butterfly      | Puccini    |
| Turandot                                 | Turandot              | Puccini    |
| Elektra                                  | Elektra               | Strauss    |
| Lady Macbeth                             | Macbeth               | Verdi      |
| Amelia Grimaldi                          | Simon Boccanegra      | Verdi      |
| Amelia                                   | Un ballo in maschera  | Verdi      |
| Elisabetta di Valois Principessa d'Eboli | Don Carlo             | Verdi      |
| Aida                                     | Aida                  | Verdi      |
| Venus                                    | Tannhäuser            | Wagner     |
| Brünnhilde Sieglinde                     | Die Walküre           | Wagner     |
| Isolde                                   | Tristan und Isolde    | Wagner     |
| Brünnhilde                               | Siegfried             | Wagner     |
| Brünnhilde Gutrune                       | Götterdämmerung       | Wagner     |
| Kundry                                   | Parsifal              | Wagner     |